# 매클모어
매클모어(Macklemore, 본명 벤 해거티 Ben Haggerty, 1983년 6월 19일 미국 워싱턴주 시애틀 ~ )는 미국의 랩 가수이다. 2000년 프로페서 매클모어 (Professor Macklemore)라는 이름으로 'Open Your Eyes' 첫 데뷔 앨범을 냈고, 현재는 프로듀서인 라이언 루이스와 '맥클모어 앤 라이언 루이스'라는 프로젝트 그룹을 만들어 'The Heist'라는 앨범으로 활동 중이다. 특히 The Heist의 수록곡 중 Thrift Shop이라는 노래는 브루노 마스의 Locked Out of Heaven를 밀어내고 빌보드 핫 100 차트에서 6주 동안 1위를 했다.

## 같이 보기
- 매클모어 & 라이언 루이스
- 라이언 루이스